# 日の果て
『日の果て』（ひのはて）は、梅崎春生による小説、またそれを原作とした映画&テレビドラマ化作品である。

## 概要
本作は、1947年（昭和22年）9月30日発行の季刊『思索』（思索社）秋季号に掲載され、1948年（昭和23年）に思索社から『日の果て』として単行本化された。
作者の梅崎春生は大学を卒業後、海軍の通信分遣隊下士官として、坊津、桜島に派遣された経験から1946年（昭和21年）に「桜島」を書いているが、本作は梅崎の兄から聞いた実話にヒントを得た作品となっている。本作が映画化された時、フィリピンのルソン島の戦いを舞台にした作品として紹介されたが、実際は「サンホセ盆地」という地名がでてくることから、同じフィリピンのミンドロ島の戦いを背景としている作品である。

## あらすじ
軍医花田中尉は現地の女を連れて脱走してしまう。部隊長から花田軍医射殺の指令が宇治中尉に下る。宇治は、射撃の名手である高城伍長を伴って花田の行方を追う。最初、花田の行動を許すことができない宇治だったが、部隊を離れて孤独になっていくにつれて、次第に自分も脱走を考えるようになる。

## 映画
八木プロダクションと青年俳優クラブが1954年に製作し、松竹が配給した。八木プロダクションは八木保太郎が2年前の1952年に設立しており、本作は第2作となる。青年俳優クラブも同年、各劇団を脱退した岡田英次、金子信雄、高原駿雄、木村功、織本順吉らによって結成されており、本作は本格的に映画製作に参入した第1作となった（第2作、同年新東宝の市川崑監督『億万長者』）。
軍隊経験をもつ山本薩夫監督の『真空地帯』に続く戦後の戦争文学の映画化第2作であり、『本日休診』の脚本家斎藤良輔と八木保太郎が脚色した。
『真空地帯』のキャストを一部、引き続き採用している。

### キャスト
- 宇治中尉：鶴田浩二
- 高城伍長：原保美
- ○兵団の兵：木村功
- 花田軍医中尉：岡田英次
- チエ：島崎雪子
- スミ：利根はる恵
- 清水一等兵：信欣三
- 坂田：殿山泰司
- 小沢副官：神田隆
- 部隊長：加藤嘉
- 山村一等兵：織本順吉
- 西村晃
- 松尾軍曹：福田豊
- 田中上等兵：大城有圭
- 佐泊兵長：小林寛
- 藤田一等兵：水島晋
- 島田屯
- 投降ビラを拾う兵：金子信雄
- 斥候兵：高原駿雄

## テレビドラマ
1962年1月30日に『シャープ火曜劇場』（フジテレビ）で放送。

### キャスト
- 花田軍医：岡田英次
- チエ：水谷良重
- 宇治中尉：川合伸旺
- 高城伍長：清村耕次
- 坂田：織本順吉
- 若い女：大和屋幸子
- 松尾軍曹：梅津栄
- 重富孝男
- 穂高稔
- 大渡猛

### スタッフ
- 原作：梅崎春生
- シナリオ化：八木保太郎
- 脚色：岡田光治
- 音楽：山本直純
- 演出：福中八郎

| フジテレビ シャープ火曜劇場 | フジテレビ シャープ火曜劇場 | フジテレビ シャープ火曜劇場 |
| 前番組                      | 番組名                      | 次番組                      |
| --------------------------- | --------------------------- | --------------------------- |
| 妻よバラのように            | 日の果て （テレビドラマ）   | あやのに愛しき              |

## 関連文献
- 梅崎春生「映画と小説のちがい―『日の果て』映画化に際して」『新日本文学』1953年9月号